# 桃井尚義
桃井 尚義（もものい なおよし、? - 1333年?）は、鎌倉時代末期の武将。通称は次郎、鎌倉幕府の御家人。清和源氏足利氏の支族桃井氏の当主。

## 生涯
元弘3年（1333年）に新田義貞の鎌倉幕府討滅の挙兵に従軍して、鎌倉で戦死した。
建武の新政崩壊後、尚義の系統は新田方と、惣領の足利方（桃井義盛）に分裂した。尚義の系統は義貞に桃井駿河守義繁、桃井遠江守が臣従した。